# Kyle Landry
Kyle Landry (Calgary (Alberta), 4 de abril de 1986) é um basquetebolista profissional canadense que atualmente joga pelo Budućnost VOLI Podgorica pela Erste Liga, EuroCopa e ABA Liga. O atleta possui 2,07m de estatura, pesa 109kg e atua na posição ala-pivô e pivô.

## Estatísticas

### EuroCopa
| Ano      | Equipe            | PJ | PT  | AP   | 3P   | LL   | RT  | AS | BR | TO |
| -------- | ----------------- | -- | --- | ---- | ---- | ---- | --- | -- | -- | -- |
| 2012-13  | Triumph Lyubertsy | 11 | 117 | 54.2 | 19   | 75   | 78  | 7  | 4  | 4  |
| 2014-15  | Zenit             | 17 | 166 | 51   | 22.5 | 86   | 106 | 28 | 20 | 14 |
| 2015-16  | Zenit             | 8  | 87  | 57.1 | 12.5 | 94.4 | 66  | 4  | 10 | 7  |
| 2016-17  | Zenit             | 16 | 154 | 57.1 | 31.4 | 80.6 | 76  | 19 | 13 | 8  |
| 2017-18  | Budućnost         | 2  | 17  | 33.3 | 50   | 100  | 3   | 0  | 2  | 0  |
| Carreira | totais            | 54 | 541 | 54.3 | 24.1 | 85.1 | 329 | 61 | 49 | 30 |